# Route départementale 771 (Puy-de-Dôme)
Pour les articles homonymes, voir Route départementale 771.
La route départementale 771, ou RD 771, est une route départementale urbaine du département du Puy-de-Dôme, longue de 5,1 kilomètres et traversant la ville de Clermont-Ferrand.
Le boulevard Jacques-Bingen correspondait à l’ancienne RN 389.

## Tracé de la route
La route départementale 771 commence au CHU Gabriel-Montpied. Elle termine boulevard Jacques-Bingen, à 2×2 voies, correspondant à l’ancienne route nationale 389.

### Travaux
La RD 771 a été reconstruite mais est restée ouverte pendant les travaux du tramway de 2004 à 2006 ; ce dernier est en circulation depuis mi-octobre 2006.
La ligne du tramway est située entre les voies des 2 sens de circulation jusqu’à l’intersection située rue du Creux de la Chaux.

## Rues desservies et sorties
- Place Henri-Dunant
- Boulevard Winston-Churchill
- Boulevard Louis-Loucheur
- Boulevard Paul Pochet-Lagaye
  - Clinique des Cézeaux
- Boulevard Jacques-Bingen

Cette portion à 2×2 voies est l’ancienne route nationale 389. Elle est interdite aux piétons. La vitesse est limitée à 90 km/h.
- Rue de l’Oradou (RD 765)
- RD 2009 (RD 21) : A75, Issoire
- Rue de Crouel
- A711 vers A89 (ex-A72)/E70 : Lempdes, Pont-du-Château, Lezoux, Thiers, Saint-Étienne, Lyon (Échangeurs  1.1a et b de l’A711)
- RD 766/RD 769

## Trafic
- Boulevard Jacques-Bingen : plus de 20 000 véhicules par jour (moyenne 2006)[3].